# Zygostates riefenstahliae
Zygostates riefenstahliae là một loài thực vật có hoa trong họ Lan. Loài này được R.Vásquez & I.G.Vargas mô tả khoa học đầu tiên năm 2003.